# Ле Гофф, Жак
Жак Ле Гофф (фр. Jacques Le Goff; 1 января 1924, Тулон — 1 апреля 2014, Париж) — французский историк-медиевист, один из ярчайших представителей «Новой исторической науки», вышедшей из школы «Анналов», у истоков которой стояли Марк Блок и Люсьен Февр. Остался верным концепции «тотальной истории», был одним из авторов и популяризаторов концепции «долгого Средневековья», согласно которой данный период тянулся до окончания эпохи феодализма в конце XVIII века. Первый директор Высшей школы социальных наук (1975—1977). Составитель книжной серии «Становление Европы» о европейской истории.

## Биография
Жак Ле Гофф родился в 1924 году в Тулоне. В 1950 году он окончил Высшую нормальную школу. Работал во Французской школе в Риме (1952—1953), в Национальном центре научных исследований (1953—1954), в 1954—1959 годах преподавал в Лилльском университете. В 1959—1960 годах был научным сотрудником Национального центра научных исследований, с 1960 года — научным сотрудником Высшей школы социальных наук (до 1975 — VI секция Практической школы высших исследований). В 1964 году Ле Гофф стал членом редакционной коллегии журнала Анналы. История. Социальные науки (фр. Annales. Histoire, Sciences sociales (ou Annales HSS)). В 1972—1977 годах занимал пост президента Высшей школы социальных наук, сменив Фернана Броделя.
Ле Гофф был специалистом по XIII веку, он создал биографии Людовика IX Святого и Франциска Ассизского. Агностик Ле Гофф занимает нейтральную позицию между религиозной апологией и атеистической критикой Средних Веков. Сторонник концепции Средневековья как особой цивилизации, отличной и от античной, и от новоевропейской.

Жака Ле Гоффа прежде всего интересовали культурные аспекты и ментальности. Причём, в отличие от Фернана Броделя, исследующего в основном «темпы времени „longue duree“ и неизменные структуры общества», Ле Гофф сосредоточил своё внимание на изменчивых непродолжительных процессах, имевших место в Средневековье. При этом его привлекали не политические явления, а идеи М. Блока, изложенные в работе «Короли-чудотворцы». Однако, если Блок в этой работе делал акцент на преемственности и статичности основных структур ментальности, то Ле Гофф обращал особое внимание на «динамическое развитие основных структур ментальности в Высоком Средневековье». 
Он показал, что именно в Средние века были сформированы те идеи и системы представлений, которые стали впоследствии актуальными и нужными для развития всей европейской цивилизации в раннем Новом и Новом времени.
У него «прозрачная мысль и легкий язык» — отмечала Т. В. Кущ.
Являлся главным историческим консультантом художественного фильма Жан-Жака Анно «Имя розы» 1986 года, являющегося экранизацией одноимённого романа Умберто Эко.

## Научные труды
- Faut-il vraiment découper l’histoire en tranches?, éd. Seuil, 2014
- À la recherche du temps sacré, Jacques de Voragine et la Légende dorée, Paris, Perrin, 2011
- Le Moyen Âge et l’argent: Essai d’anthropologie historique, Paris, Perrin, 2010

русск.пер.: Ле Гофф Ж. Средневековье и деньги: очерк исторической антропологии / Пер. М. Ю. Некрасова. — СПб.: ЕВРАЗИЯ, 2010. 224 с. — ISBN 978-5-91852-029-1; переиздание: 2014. — ISBN 978-5-91852-099-4. 
- Avec Hanka, Gallimard, 2008
- L’Europe expliquée aux jeunes, Seuil, 2007
- Marchands et banquiers du Moyen Âge, Paris, PUF, 2006
- Héros et merveilles du Moyen-âge, Seuil, 2005

русск.пер.: Ле Гофф Ж. Герои и чудеса средних веков / Пер. Д. Савосиной. — М.: Текст, 2012. — 220 с. — ISBN 978-5-7516-0876-7.
- Un long Moyen Âge, Paris, Tallandier, 2004, ISBN 2-84734-179-X
- Héros du Moyen Âge, Le roi, le saint, au Moyen Âge, Gallimard Quarto, 2004
- À la recherche du Moyen Âge, Louis Audibert, 2003
- Une histoire du corps au Moyen Âge (avec Nicolas Truong), Liana Lévi, 2003

русск.пер.: Ле Гофф Ж., Трюон Н. История тела в средние века / Пер. Е. Лебедевой. — М.: Текст, 2008. — 192 с. — ISBN 978-5-7516-0696-1. 
- Le Dieu du Moyen Âge, Bayard, 2003
- L’Europe est-elle née au Moyen Âge?, Seuil, 2003

русск.пер.: Рождение Европы. — М.: Александрия, 2007. — 400 с. — ISBN 978-5-903445-04-2.
- De la pertinence de mettre une œuvre contemporaine dans un lieu chargé d’histoire, Le Pérégrinateur, 2003
- Cinq personnages d’hier pour aujourd’hui : Bouddha, Abélard, saint François, Michelet, Bloch, La Fabrique, 2001
- Marchands et banquiers du Moyen Âge, PUF, 2001
- Le sacre royal à l'époque de Saint-Louis, Gallimard, 2001
- Un Moyen Âge en images, Hazan, 2000
- Dictionnaire raisonné de l’Occident médiéval (en collaboration avec Jean-Claude Schmidt), Fayard, 1999
- Saint François d’Assise, Gallimard, collection " à voix haute ", 1999 (CD)
- Un autre Moyen Âge, Gallimard, 1999
- Le Moyen Âge aujourd’hui, Léopard d’Or, 1998
- Pour l’amour des villes (en collaboration avec Jean Lebrun), Textuel, 1997
- La civilisation de l’Occident Médiéval, Flammarion, 1997

русск.пер.: Цивилизация средневекового Запада / Пер. Е. Лебедевой, Ю. Малинина, В. Райцес, П. Уварова). — 1-е изд. — М.: ИГ «Прогресс», Прогресс-Академия, 1992. — 376 с. — ISBN 5-01-003617-7; 2-е изд. — б.м.: МЦИФИ, Толедо, 2000. — 372 с. — ISBN 5-8022-2081-3; 3-е изд. (пер. В. А. Бабинцева). — Екатеринбург: У-Фактория, 2005. — 560 с. — ISBN 5-94799-388-0.
- Une vie pour l’histoire (entretiens avec Marc Heurgon), La Découverte, 1996
- L’Europe racontée aux jeunes, Seuil, 1996

русск.пер.: История Европы, рассказанная детям. — М.: Текст, 2010. — 125 с. — ISBN 978-5-7516-0863-7.
- Saint Louis, Gallimard, 1995

русск.пер.: Людовик IX Святой / Пер. В. Матузовой. — М.: Ладомир, 2001. — 800 с. — ISBN 5-86218-390-6.
- L’Homme médiéval (dir.), Seuil, 1994
- La vieille Europe et la nôtre, Seuil, 1994
- Le XIIIe siècle : l’apogée de la chrétienté, Bordas, 1992
- Gallard, passeport 91-92 : une œuvre d’art à la rencontre de…, Fragments, 1992
- Histoire de la France religieuse (dir., avec René Rémond), 4 volumes, Seuil, 1988—1992
- L'État et les pouvoirs, (dir.), Seuil, 1989
- Histoire et mémoire, Gallimard, 1988

русск.пер.: История и память / Пер. К. 3. Акопяна. — М.: РОССПЭН, 2013. — 303 с. — ISBN 978-5-8243-1774-9.
- La Bourse et la vie, Hachette Littératures, 1986
- Faire de l’histoire (dir., avec Pierre Nora), 3 volumes, Gallimard, 1986
- Intellectuels français, intellectuels hongrois, XIIe-XXe siècle, Editions du CNRS, 1986
- Crise de l’urbain, futur de la ville : actes, Economica, 1986
- L’imaginaire médiéval, Gallimard, 1985
- La naissance du purgatoire, Gallimard, 1981

русск.пер.: Рождение чистилища. — Екатеринбург: У-Фактория; М.: ООО «АСТ», 2009. — 544 с. — ISBN 978-5-9757-0437-5, ISBN 978-5-403-00513-5.
- La nouvelle histoire (en collaboration avec Jacques Revel), Editions Retz, 1978
- Pour un autre Moyen Âge, Gallimard, 1977

русск.пер.: Другое средневековье / Пер. С. Чистяковой, Н. Шевченко. — Екатеринбург: Изд-во Урал. ун-та, 2000. — 328 с. — ISBN 5-7525-0740-5.
- Les propos de Saint Louis, Gallimard, 1974
- Hérésie et sociétés dans l’Europe pré-industrielle, XIe-XVIIIe siècle : communications et débats du colloque de Royaumont, EHESS, 1968
- Marchands et banquiers au Moyen Âge, Le Seuil, 1957
- Les intellectuels au Moyen Âge, Le Seuil, 1957

русск.пер.: Интеллектуалы в Средние века / Пер. А. М. Руткевич). — СПб.: Издат. дом СПбГУ, 2003. — 160 с. — ISBN 5-288-03334-X.